# ديبندار بيكرام
ديبندار بيكرام 1971-2001 (بالإنجليزية: Dipendra Bir Bikram Shah)، ولي عهد مملكة نيبال. في 1 يونيو 2001 أطلقَ الرصاص على عائلته وقتل تسعة منهم ثم انتحرَ، وقد قيل أن هذا بسبب اختيار الأمير الزواج من فتاة لم تحظَ بقبول العائلة.

## وصلات خارجية
- Murder and intrigue in Katmandu (World Tibet News Network)
- Nepal: Murder in Palace, Maoists in Mountains (RWOR)
- Trapped in tradition (Frontline:India's National Magazine)